# Новое Пастухово
Новое Пастухово — деревня в Якшур-Бодьинском районе Удмуртской республики.

## География
Находится в центральной части Удмуртии на расстоянии приблизительно 9 км на северо-запад по прямой от районного центра села Якшур-Бодья у железнодорожной линии Ижевск — Балезино.

## История
Известна с 1939 года как железнодорожная станция Пастухово. С 1955 года поселок Новое Пастухово, с 2010 деревня. До 2021 год входила в состав Лынгинского сельского поселения.

## Население
Постоянное население составляло 19 человек в 2002 году (русские 89 %), 4 в 2012.